# Наталі Деші
Наталі Деші (фр. Nathalie Dechy, *21 лютого 1979, Лез-Абім, Гваделупа) — французька тенісистка. Переможниця US Open 2006 в парному розряді, разом з росіянкою Вірою Звонарьовою, та у 2007 з Дінарою Сафіною. Володарка одного титулу WTA III категорії, в одиночному розряді (Mondial Australian Women's Hardcourts), який здобула в 2002 році.
18 вересня 2004 Наталі одружилася з Антоніо Марі-Деваллон. У Наталі є брат Ніколас та сестра Ісабель.
У листопаді 2009 Деші завершила професійну кар'єру

## Фінали турнірів WTA

### Одиночний розряд: 5 (1 титул, 4 поразки)
| Результат | Ранг | Дата     | Турнір                                  | Покриття   | Опонент             | Рахунок       |
| --------- | ---- | -------- | --------------------------------------- | ---------- | ------------------- | ------------- |
| Поразка   | 1.   | 2000     | U.S. National Indoor Championships, США | Тверде (i) | Моніка Селеш        | 1–6, 6–7(3–7) |
| Поразка   | 2    | 2000     | Estoril Open, Португалія                | Ґрунт      | Анке Губер          | 2–6, 6–1, 5–7 |
| Перемога  | 3.   | 2003     | Australian Hard Court Championships     | Тверде     | Марі-Гаяне Мікаелян | 6–3, 3–6, 6–3 |
| Поразка   | 4.   | 2004     | Connecticut Open, США                   | Тверде     | Олена Бовіна        | 2–6, 6–2, 5–7 |
| Поразка   | 5.   | Сер 2008 | Мастерс Цинциннаті, США                 | Тверде     | Надія Петрова       | 2–6, 1–6      |

### Парний розряд: 14 (7 титулів, 7 поразок)
| Результат | Ранг | Дата     | Турнір                                | Покриття   | Партнер                 | Опоненти                                     | Рахунок              |
| --------- | ---- | -------- | ------------------------------------- | ---------- | ----------------------- | -------------------------------------------- | -------------------- |
| Поразка   | 1.   | Жов 2001 | Bratislava Open, Словаччина           | Тверде (i) | Мейлен Ту               | Олена Бовіна Дая Беданова                    | 3–6, 4–6             |
| Перемога  | 1.   | Лют 2002 | Open GDF Suez, Франція                | Килим (i)  | Мейлен Ту               | Олена Дементьєва Жанетта Гусарова            | w/o                  |
| Поразка   | 2.   | Лют 2002 | Diamond Games, Бельгія                | Тверде (i) | Мейлен Ту               | Магдалена Малеєва Патті Шнідер               | 3–6, 7–6(3), 3–6     |
| Поразка   | 3.   | Жов 2002 | Bratislava Open, Словаччина           | Тверде (i) | Мейлен Ту               | Мая Матевжич Генрієта Надьова                | 4–6, 0–6             |
| Поразка   | 4.   | Гру 2002 | Australian Hardcourts                 | Тверде     | Емілі Луа               | Світлана Кузнецова Мартіна Навратілова       | 4–6, 4–6             |
| Поразка   | 5.   | Лют 2003 | Antwerp Open, Бельгія                 | Килим (i)  | Емілі Луа               | Кім Клейстерс Суґіяма Ай                     | 2–6, 0–6             |
| Поразка   | 6.   | Жов 2004 | Linz Open, Австрія                    | Тверде (i) | Патті Шнідер            | Жанетта Гусарова Олена Лиховцева             | 2–6, 5–7             |
| Перемога  | 2.   | Вер 2006 | Відкритий чемпіонат США з тенісу      | Тверде     | Віра Звонарьова         | Дінара Сафіна Катарина Среботнік             | 7–6(5), 7–5          |
| Перемога  | 3.   | Тра 2007 | Мастерс Рим, Італія                   | Ґрунт      | Мара Сантанджело        | Татьяна Гарбін Роберта Вінчі                 | 6–4, 6–1             |
| Перемога  | 4.   | Вер 2007 | US Open                               | Тверде     | Сафіна Дінара Мубінівна | Латіша Чжань Чжуан Цзяжун                    | 6–4, 6–2             |
| Перемога  | 5.   | Січ 2009 | WTA Auckland Open, Нова Зеландія      | Тверде     | Мара Сантанджело        | Нурія Льягостера Вівес Аранча Парра Сантонха | 4–6, 7–6(3), [12–10] |
| Поразка   | 7.   | Січ 2009 | Sydney International, Австралія       | Тверде     | Кейсі Деллаква          | Сє Шувей Пен Шуай                            | 0–6, 1–6             |
| Перемога  | 6.   | Бер 2009 | Monterrey Open, Мексика               | Тверде     | Мара Сантанджело        | Івета Бенешова Барбора Стрицова              | 6–3, 6–4             |
| Перемога  | 7.   | Тра 2009 | Internationaux de Strasbourg, Франція | Ґрунт      | Мара Сантанджело        | Клер Феерстен Стефані Форец                  | 6–0, 6–1             |